# Alsek Lake
Der Alsek Lake (Tlingit: Reka Alsekh) ist ein Gletscherrandsee am Fuße der Fairweather Range im Panhandle von Alaska (USA).
Der Name Alsek Lake leitet sich vom Alsek River ab, der den See durchfließt. Aus der östlich und südlich gelegenen Bergkette der Fairweather Range strömt ein Gletscherarm des Grand-Plateau-Gletschers sowie der Alsek-Gletscher herab, ehe sie in den Alsek Lake kalben.
Die ins Wasser stürzenden Séracs erzeugen mitunter gefährliche Wellen. Der See ist gefüllt mit Eisbergen, die vom Wind umhergetrieben werden und ständig ihre Form und Farbe ändern.
Am Abfluss des Alsek Lake jagen zur Zeit der Lachswanderung (Juni bis August) dutzende Weißkopfseeadler, die in den Sitka-Fichten an den Ufern nisten. Auch Elche und Grizzlys sind an seinen bewaldeten Ufern zu beobachten.
Der Alsek Lake ist nur mit einem Boot über den Tatshenshini River und den Alsek River, zu Fuß vom 25 Kilometer entfernten Dry Bay Airstrip oder per Wasserflugzeug zu erreichen. Die nächstgelegenen Orte sind Yakutat (100 km nordwestlich) und Haines (155 km östlich).

## Entwicklung
Aufgrund des Gletscherrückzugs hat sich die Wasserfläche des Alsek Lake in den letzten 100 Jahren ungefähr verdoppelt. Der Alsek-Gletscher spaltet sich nun an einem Felsen in zwei Gletscherzungen auf.

## Einzelnachweise

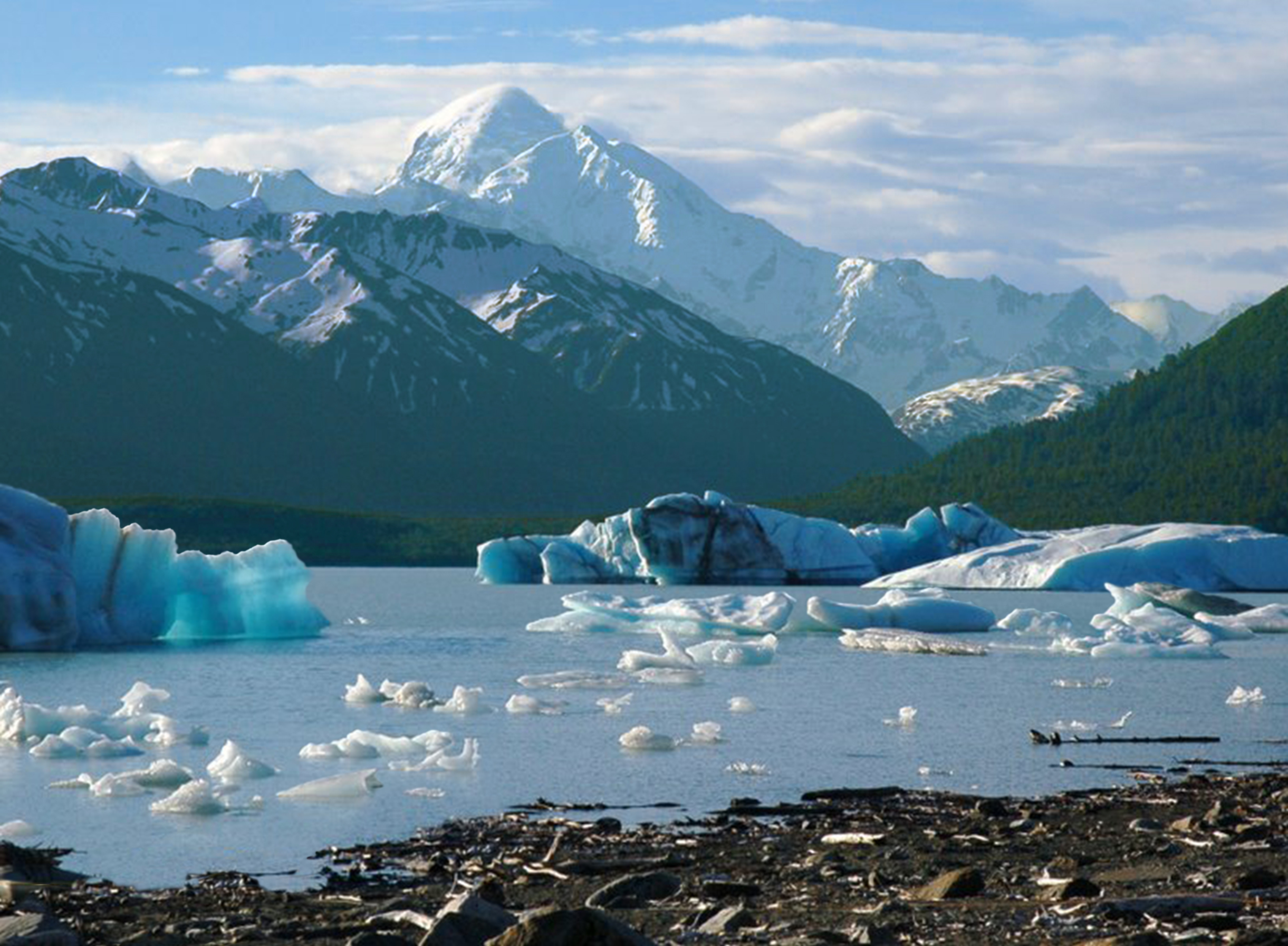
Der Alsek River durchfließt am Fuße des Mount Fairweather,, den Alsek Lake
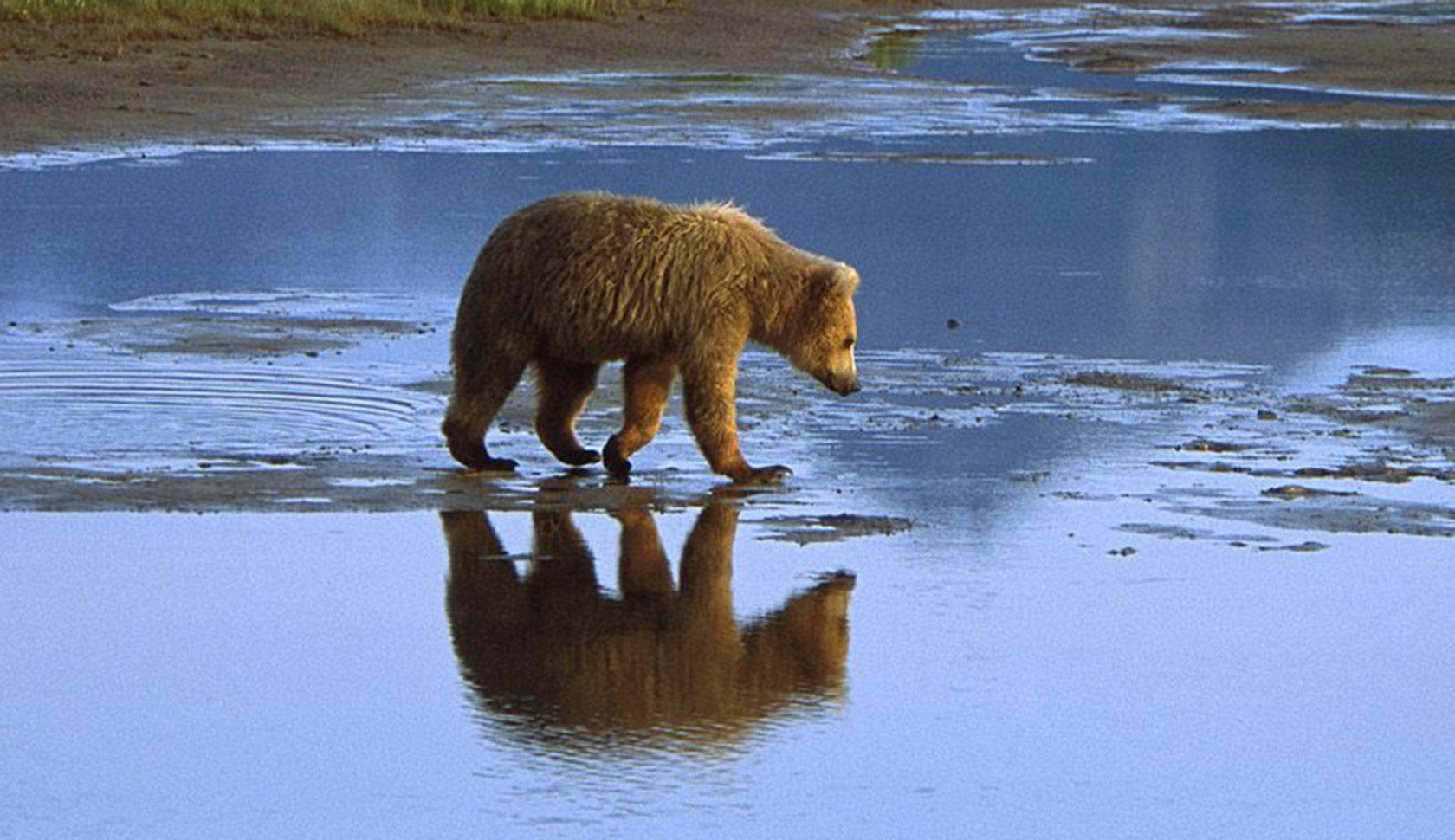
Grizzly-Bär auf der Suche nach Lachsen
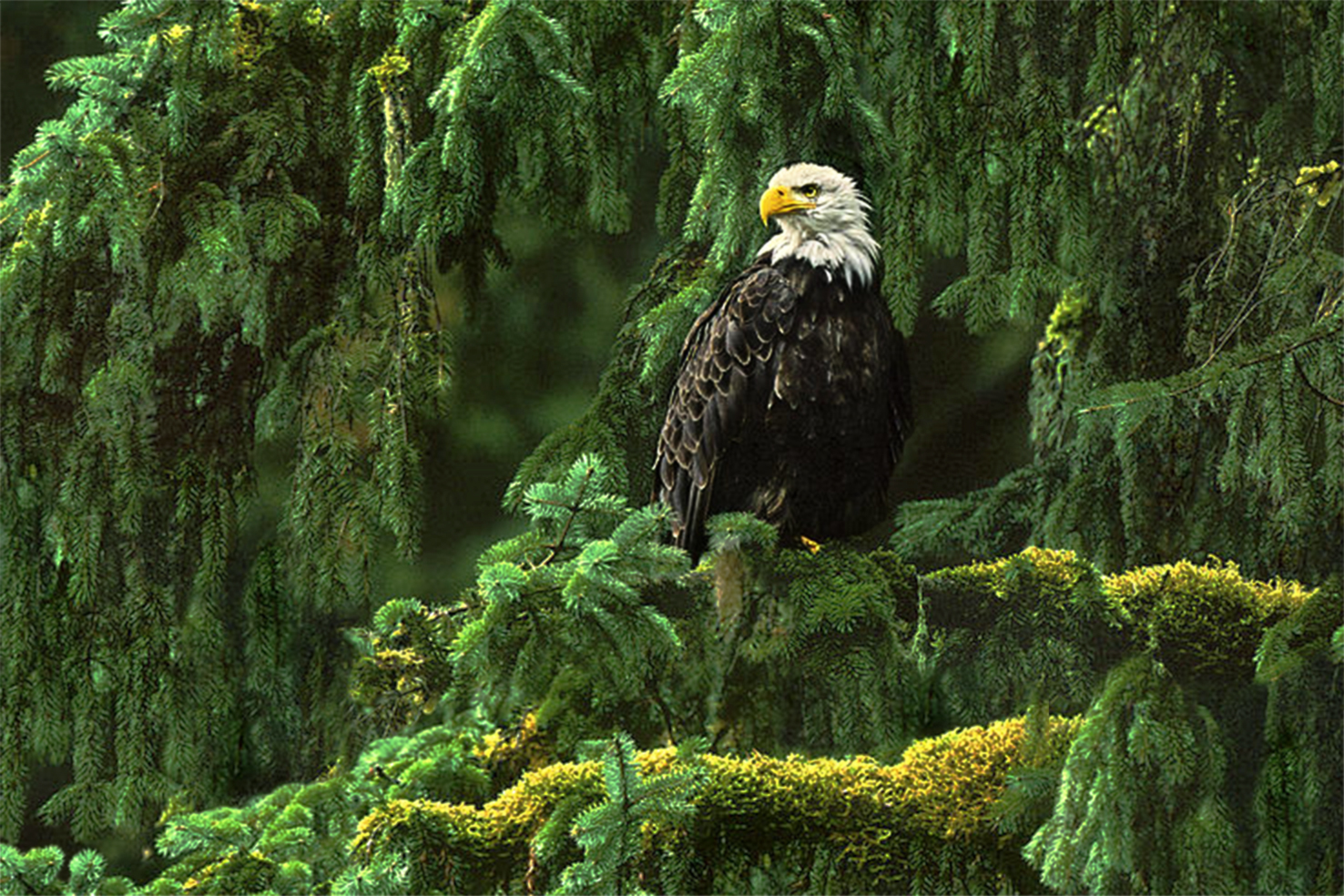
Weißkopf-Seeadler nisten am Ufer